# Barrera del Támesis

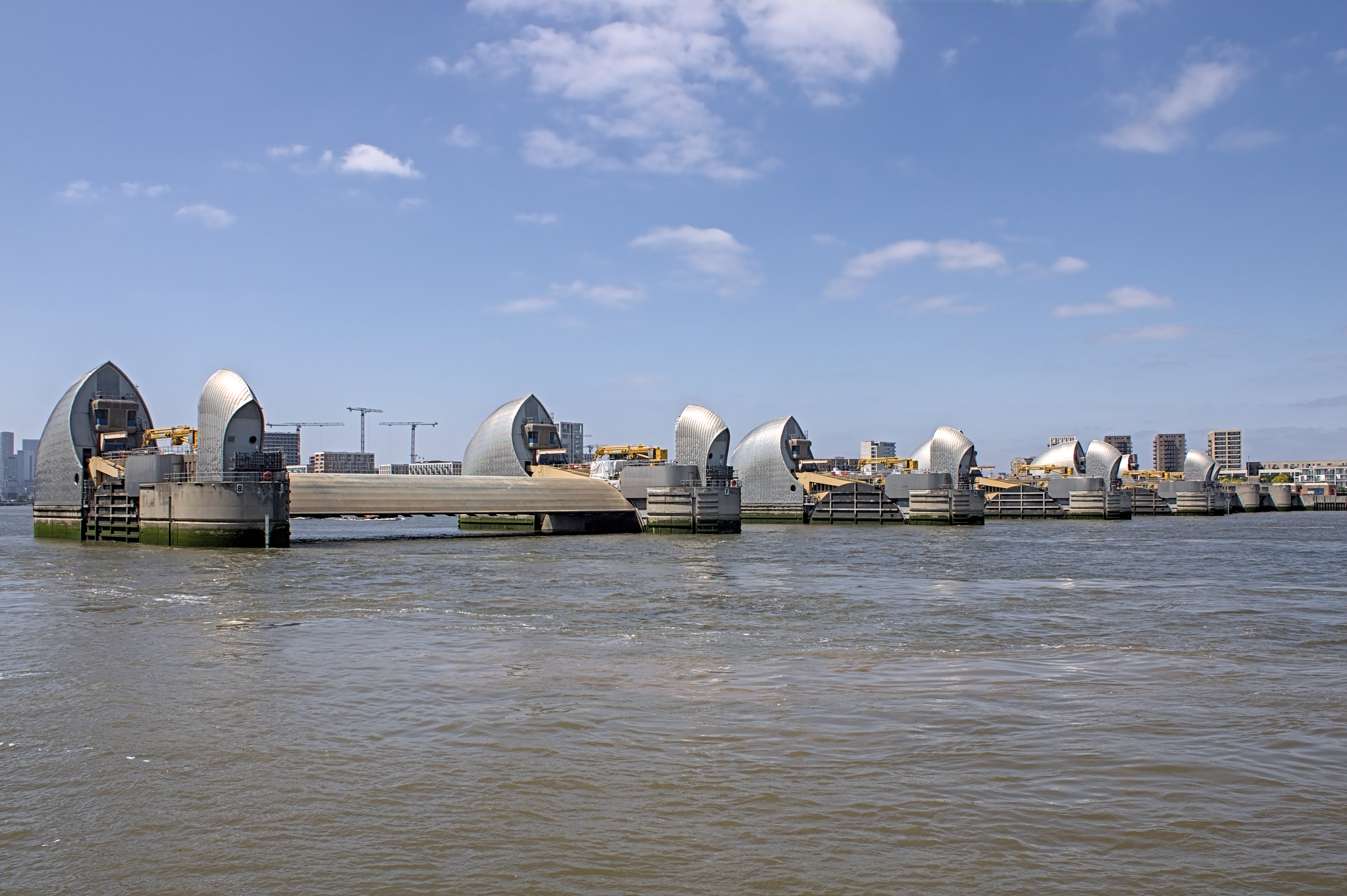
Barrera del Támesis.

La Barrera del Támesis es la segunda barrera contra inundaciones más grande del mundo —después de la Oosterscheldekering en los Países Bajos— y está situada aguas abajo del centro de Londres, en el Reino Unido.
Su fin es evitar que Londres quede inundada por pleamares excepcionalmente altas o por tormentas procedentes del mar. La barrera se levanta solo durante la pleamar mientras que desciende durante la bajamar para liberar el caudal del Támesis que se acumula aguas arriba, mientras la barrera está cerrada. Su extremo norte se encuentra en Silvertown, en el distrito londinense de Newham y el sur está en New Charlton, zona de Charlton, en el Royal Borough de Greenwich. El informe de Sir Hermann Bondi sobre la inundación que originó un temporal en el mar del Norte en 1953 y que afectó al estuario del Támesis y algunas zonas de Londres fue decisivo para la construcción de la barrera.